# Antipathes longibrachiata
Antipathes longibrachiata är en korallart som beskrevs av van Pesch 1914. Antipathes longibrachiata ingår i släktet Antipathes och familjen Antipathidae. Inga underarter finns listade i Catalogue of Life.